# Mexikanska Aztekiska Örnorden

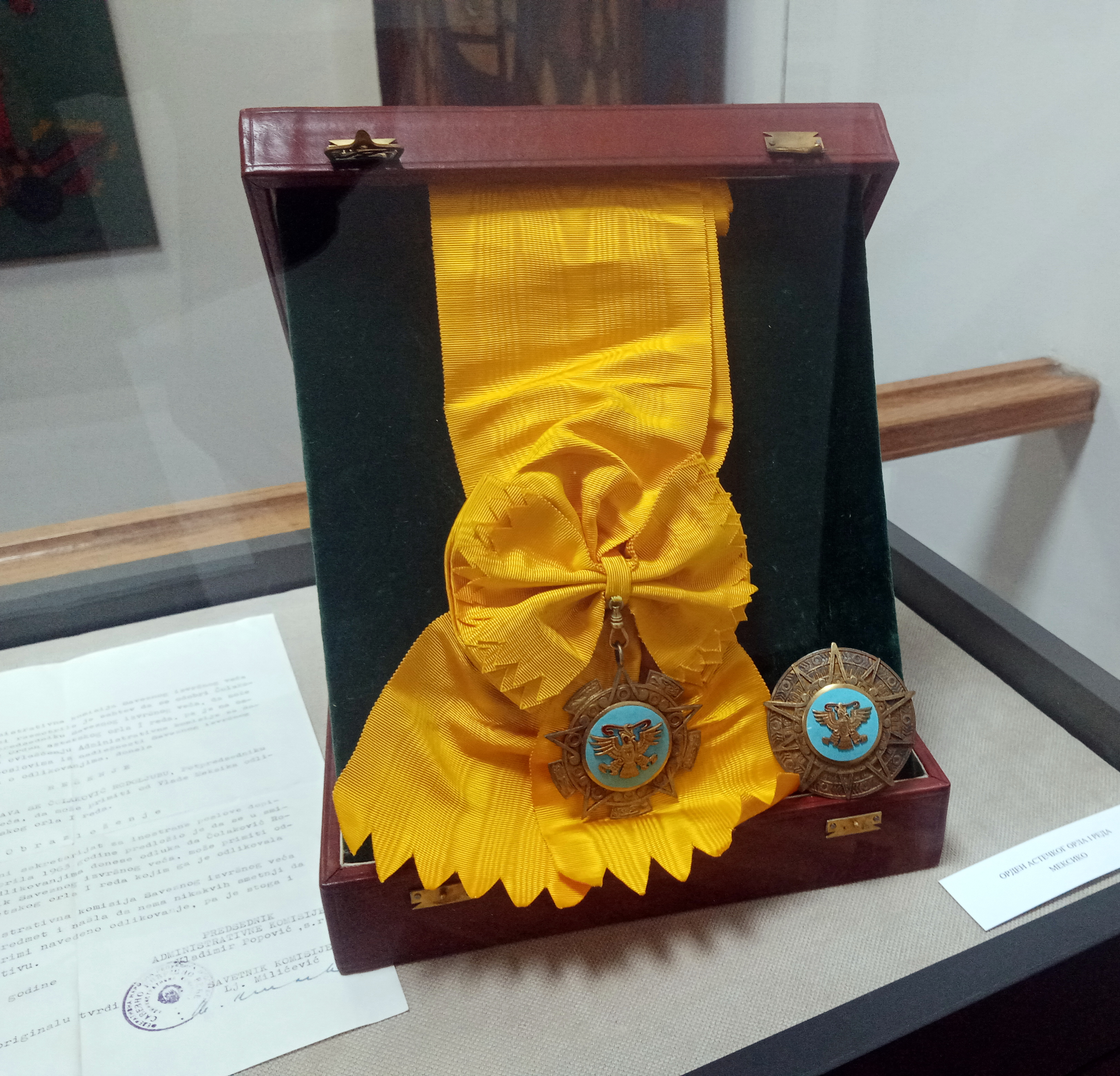
Ordens tecken

Mexikanska Aztekiska Örnorden (spanska: Orden Mexicana del Águila Azteca), är en orden instiftad den 29 december 1933 av president Abelardo L. Rodríguez som en militär och civil förtjänstorden. Syftet med den nya orden var att försöka förena landet. För första gången delades ut orden den 15 september 1934 till presidenten Niceto Alcalá-Zamora y Torre. Den delas ut till mestadels meriterade utlänningar som har bidragit till Mexikos välmåga. Den är Mexikos högsta möjliga utmärkelsen som delas till utlänningar.
Ursprungligen hade orden åtta grader men sedan en reform år 2011 finns det endast sex klasser numera:
| Grad             | 1933-2011   | sedan 2011 |
| ---------------- | ----------- | ---------- |
| I                |             |            |
| kedja            | kedja       |            |
| II               |             |            |
| storkors         | specialband |            |
| III              |             |            |
| band             | band        |            |
| IV               |             |            |
| medalj           | plakat      |            |
| V                |             |            |
| plakat           | snäcka      |            |
| VI               |             |            |
| snäcka           | tecken      |            |
| VII              |             | –          |
| VII              | tecken      | –          |
| VIII             |             | –          |
| hedersomnämnande |             | –          |